# Zamarada onycha
Zamarada onycha är en fjärilsart som beskrevs av Fletcher 1974. Zamarada onycha ingår i släktet Zamarada och familjen mätare. Inga underarter finns listade i Catalogue of Life.